# United Alive
United Alive è l'album celebrativo della reunion degli Helloween, che vede il ritorno del fondatore Kai Hansen e del vocalist Michael Kiske.

## Il disco
United Alive in Madrid è un triplo album dal vivo degli Helloween, pubblicato nel 2019 e contiene ben 161 minuti di materiale audio tratto dal concerto di Madrid, e 4 brani bonus degli show di Praga, San Paolo, Wacken e Santiago del Cile..

## Tracce

### Disco uno
1. Halloween   - 13:37
2. Dr. Stein  - 5:36
3. I’m Alive  - 3:48
4. If I Could Fly  - 4:01
5. Are You Metal?  - 4:28
6. Rise And Fall  - 4:22
7. Waiting fot the Thunder  - 4:02
8. Perfect Gentleman  _ 4:50
9. Kai’s Medley (Starlight / Ride The Sky / Judas / Heavy Metal Is The Law) – 13:52
10. Forever And One  - 5:22
11. A Tale That Wasn’t Right  - 5:43

### Disco due
1. I Can  - 4:57
2. Livin’ Ain’t No Crime / A Little Time  - 6:39
3. Sole Survivor  - 4:58
4. Power  - 4:11
5. How Many Tears  - 10:56
6. Invitation / Eagle Fly Free  - 7:13
7. Keeper Of The Seven Keys  - 17:03
8. Future World  - 5:36
9. I Want Out  - 8:47

### Disco tre (bonus tracks)
1. March of Time  - 5:28
2. Kids of the Century  - 4:00
3. Why  - 4:40
4. Pumpkins United  - 6:32

## Il video
United Alive è la versione video estesa dell'album dal vivo degli Helloween United Alive in Madrid e contiene le riprese del “Pumpkins United Tour” tratte dalle date a Wacken, San Paolo e Madrid..

## Tracce video
1. Dr. Stein
2. I'm Alive
3. If I Could Fly
4. Are You Metal?
5. Rise And Fall
6. Waiting For The Thunder
7. Perfect Gentleman
8. Kai's Medley
9. Forever And One
10. A Tale That Wasn't Right
11. I Can
12. Pumpkins United
13. Drumkins United
14. Livin' Ain't No Crime / A Little Time
15. Why
16. Sole Survivor
17. Power
18. How Many Tears
19. Eagle Fly Free
20. Keeper Of The Seven Keys
21. Mos-Kai-To
22. Future World
23. I Want Out
24. Outro & Credits
25. Bonus Live Songs:
26. Halloween
27. Dr. Stein
28. Kids Of The Century
29. March Of Time
30. Pumkin's Whisper (Interview)
31. Bursting Hamburg
32. The Essential LED Compilation
33. Seth & Doc - The United Thing
34. Intro
35. A Ring For A Thousand Years
36. The Thing Do't Come Easy
37. Steel Machinetor
38. WhisKai On The Rocks
39. Saschnel N.7
40. Andi's Made For Tonguing You, Baby... Wine Not?
41. Bugs Dani
42. Michael's Presley: Rock Me Tender
43. Weik's "Smoking In The Broth Room"
44. Curls, Bass & Beer
45. The Spiritual Ing(o)redient
46. Final Fortune
47. Outro

## Formazione
- Andi Deris – voce
- Michael Kiske – voce
- Kai Hansen – chitarra, voce
- Michael Weikath – chitarra
- Sascha Gerstner – chitarra
- Markus Großkopf – basso
- Daniel Loeble – batteria